# Juan Sasturain
Juan Sasturain (Adolfo Gonzales Chaves, provincia de Buenos Aires, 5 de agosto de 1945) es un escritor, periodista, guionista de historietas,  y conductor de TV argentino. El 7 de enero de 2020 fue nombrado director de la Biblioteca Nacional Mariano Moreno de Argentina.

## Biografía
Egresado de Letras y docente de Literatura, terminó de inclinarse por el periodismo y colaboró en Clarín;  diario La Opinión y Página/12.
Se desempeñó como jefe de redacción de la revista Superhumor desde 1980 hasta su cierre en 1984.
En 1981 conoció al dibujante Alberto Breccia y juntos elaboraron la historieta Perramus, la cual ganó gran prestigio en el país y en el exterior, donde llegó a ser premiada por Amnesty International en 1988.
Dirigió la revista Fierro, de Editorial La Urraca, desde 1984 hasta agosto de 1988.En 1989 viajó a España con un proyecto editorial y regresó en 1992. Fierro dejó de circular ese mismo año, y Sasturain compró la marca por 12 mil dólares para dirigir su relanzamiento con Página/12 como editora a partir de 2006.
Como director del suplemento deportivo del diario Página/12, escribió en forma regular sobre fútbol. 
Por sus cuentos durante el período 2009-2013 recibió el Premio Konex - Diploma al Mérito. En 2024 recibó, asimismo, el Gran Premio de Honor de la SADE.

### TV
Condujo el programa de televisión "Ver Para Leer", que trata sobre libros y escritores que él y otros famosos recomiendan. El programa fue emitido todos los domingos a la medianoche por Telefé (Canal 11 de Argentina).
Sasturain condujo semanalmente el programa "Continuará..." en el Canal Encuentro, sobre la historia de la historieta argentina, el cual fue producido por Nativa contenidos. Además, condujo el programa "Disparos en la biblioteca", sobre el género policial argentino, los sábados a las 20:30 por la TV Pública.

### Gestión pública
El 7 de enero de 2020 fue nombrado director de la Biblioteca Nacional Mariano Moreno por el Ministerio de Cultura de su país, cargo que ejerció hasta el 10 de diciembre de 2023.

## Publicaciones
Su producción literaria está compuesta por novelas y relatos, crónicas y guiones para historietas.
- Manual de perdedores 1 (1ª edición). Legasa. 1985. ISBN 978-950-600-053-0.
- Manual de perdedores 2 (1ª edición). Legasa. 1987. ISBN 978-950-600-097-4.
- Arena en los zapatos (1ª edición). Grupo Editorial Zeta. 1989. ISBN 978-950-699-012-1.
- Los sentidos del agua (1ª edición). Arte Gráfico Editorial Argentino. 1992. ISBN 978-950-782-007-6.
- El domicilio de la aventura (1ª edición). Colihue 987-684. 1993. ISBN 978-950-581-261-5.
- Versiones (1ª edición). Doedytores. 1993. ISBN 978-987-99380-1-0. En coautoría con Alberto Breccia
- Zenitram (1ª edición). Del Sol. 1996. ISBN 978-950-9413-71-9.
- El día del arquero (1ª edición). De la Flor. 1994. ISBN 978-950-515-527-9.
- La mujer ducha (1ª edición). Sudamericana. 2001. ISBN 978-950-07-2011-3.
- La Argentina en los mundiales (1ª edición). El Ateneo. 2002. ISBN 978-950-02-8671-8. En coautoría con Daniel Arcucci
- La lucha continúa (1ª edición). Sudamericana. 2002. ISBN 978-950-07-2202-5.
- Buscados vivos (1ª edición). Astralib Cooperativa Editora. 2004. ISBN 978-987-21028-5-2.
- Wing de metegol - De qué hablamos cuando hablamos de fútbol (1ª edición). Libros del Rescoldo. 2004. ISBN 978-987-21720-1-5.
- Carta al Sargento Kirk y otros poemas de ocasión (1ª edición). Gárgola. 2005. ISBN 978-950-9051-72-0.
- Perramus (1ª edición). De la Flor. 2006. ISBN 978-950-515-773-0. En coautoría con Alberto Breccia
- La patria transpirada (1ª edición). Gárgola. 2006. ISBN 978-950-9051-89-8.
- Picado grueso (1ª edición). Alarco Ediciones. 2006. ISBN 978-987-1367-00-9.
- Los galochas (1ª edición). Sudamericana. 2007. ISBN 978-950-07-2853-9. Con ilustraciones de Liniers
- El atajo (1ª edición). Biblioteca Nacional. 2007. ISBN 978-987-9350-17-1. En coautoría con Francisco Solano López
- Brooklyn y medio (1ª edición). La Página. 2007. ISBN 978-987-503-461-7.
- Ver para leer (1ª edición). Andrés Bello Argentina. 2008. ISBN 978-987-1306-23-7.
- Pagaría por no verte (1ª edición). Sudamericana. 2008. ISBN 978-950-07-2931-4.
- Parecido S.A. (1ª edición). Sudamericana. 2009. ISBN 978-950-07-3054-9.
- El caso Yotivenko (1ª edición). Sudamericana. 2009. ISBN 978-950-07-3145-4.
- Los dedos de Walt Disney (1ª edición). Sudamericana. 2010. ISBN 978-950-07-3157-7.
- El aventurador (1ª edición). Aquilina. 2010. ISBN 978-987-24900-5-8.
- Perramus, una pesadilla argentina (1ª edición). De la Flor. 2013. ISBN 978-950-515-994-9. En coautoría con Alberto Breccia
- Perramus, diente por diente (1ª edición). De la Flor. 2013. ISBN 978-950-515-977-2. En coautoría con Alberto Breccia
- Breccia, el viejo (1ª edición). Colihue 987-684. 2013. ISBN 978-987-684-266-2.
- Dudoso Noriega (1ª edición). Sudamericana. 2013. ISBN 978-950-07-4587-1.
- El versero (1ª edición). Gárgola. 2016. ISBN 978-987-613-153-7.
- Pretextos (1ª edición). Desde la Gente. 2017. ISBN 978-950-860-291-6.
- Cuentos reunidos (1ª edición). Alfaguara. 2017. ISBN 978-987-738-359-1.
- El último Hammett (1ª edición). Alfaguara. 2018. ISBN 978-987-738-458-1.